# Flustrina
Flustrina Smitt, 1868 è un sottordine di Briozoi dell'ordine Cheilostomatida.

## Tassonomia
Comprende le seguenti superfamiglie e famiglie:
- Superfamiglia Buguloidea Gray, 1848
  - Beaniidae Canu & Bassler, 1927
  - Bugulidae Gray, 1848
  - Candidae d'Orbigny, 1851
  - Epistomiidae Gregory, 1893
  - Jubellidae Reverter-Gil & Fernández-Pulpeiro, 2001

- Superfamiglia Calloporoidea Norman, 1903
  - Bryopastoridae d'Hondt & Gordon, 1999
  - Calloporidae Norman, 1903
  - Chaperiidae Jullien, 1888
  - Cupuladriidae Lagaaij, 1952
  - Cymuloporidae Winston & Vieira, 2013
  - Ellisinidae Vigneaux, 1949
  - Foveolariidae Gordon & Winston, 2005
  - Heliodomidae Vigneaux, 1949
  - Hiantoporidae Gregory, 1893
  - Mourellinidae Reverter-Gil, Souto & Fernández-Pulpeiro, 2011
  - Pyrisinellidae di Martino & Taylor, 2012

- Superfamiglia Cellarioidea Lamouroux, 1821
  - Cellariidae Fleming, 1828
  - Membranicellariidae Levinsen, 1909

- Superfamiglia Celleporoidea Johnston, 1838
  - Celleporidae Johnston, 1838
  - Colatooeciidae Winston, 2005
  - Hippoporidridae Vigneaux, 1949
  - Phidoloporidae Gabb & Horn, 1862

- Superfamiglia Conescharellinoidea Levinsen, 1909
  - Batoporidae Neviani, 1901
  - Conescharellinidae Levinsen, 1909
  - Lekythoporidae Levinsen, 1909
  - Orbituliporidae Canu & Bassler, 1923

- Superfamiglia Cribrilinoidea Hincks, 1879
  - Cribrilinidae Hincks, 1879
  - Euthyroididae Levinsen, 1909
  - Polliciporidae Moyano, 2000

- Superfamiglia Didymoselloidea Brown, 1952
  - Didymosellidae Brown, 1952

- Superfamiglia Euthyriselloidea Bassler, 1953
  - Euthyrisellidae Bassler, 1953

- Superfamiglia Flustroidea Fleming, 1828
  - Flustridae Fleming, 1828

- Superfamiglia Lunulitoidea Lagaaij, 1952
  - Lunulariidae Levinsen, 1909
  - Otionellidae Bock & Cook, 1998
  - Selenariidae Busk, 1854

- Superfamiglia Mamilloporoidea Canu & Bassler, 1927
  - Ascosiidae Jullien, 1883
  - Cleidochasmatidae Cheetham & Sandberg, 1964
  - Crepidacanthidae Levinsen, 1909
  - Mamilloporidae Canu & Bassler, 1927

- Superfamiglia Microporoidea Gray, 1848
  - Alysidiidae Levinsen, 1909
  - Calescharidae Cook & Bock, 2001
  - Chlidoniidae Busk, 1884
  - Microporidae Gray, 1848
  - Onychocellidae Jullien, 1882
  - Setosellidae Levinsen, 1909

- Superfamiglia Monoporelloidea Hincks, 1882
  - Macroporidae Uttley, 1949
  - Monoporellidae Hincks, 1882

- Superfamiglia Schizoporelloidea Jullien, 1883
  - Acoraniidae López-Fé, 2006
  - Actisecidae Harmer, 1957
  - Buffonellodidae Gordon & d'Hondt, 1997
  - Calwelliidae MacGillivray, 1887
  - Cheiloporinidae Bassler, 1936
  - Cryptosulidae Vigneaux, 1949
  - Cyclicoporidae Hincks, 1884
  - Echinovadomidae Tilbrook, 2001
  - Eminooeciidae Hayward & Thorpe, 1988
  - Escharinidae Tilbrook, 2006
  - Fatkullinidae Grischenko, Gordon & Morozov, 2018
  - Fenestrulinidae Jullien, 1888
  - Gigantoporidae Bassler, 1935
  - Hippaliosinidae Winston, 2005
  - Hippopodinidae Levinsen, 1909
  - Lacernidae Jullien, 1888
  - Marcusadoreidae Winston, Vieira & Woollacott, 2014
  - Margarettidae Harmer, 1957
  - Mawatariidae Gordon, 1990
  - Microporellidae Hincks, 1879
  - Myriaporidae Gray, 1841
  - Pacificincolidae Liu & Liu, 1999
  - Petraliidae Levinsen, 1909
  - Phoceanidae Vigneaux, 1949
  - Phorioppniidae Gordon & d'Hondt, 1997
  - Porinidae d'Orbigny, 1852
  - Robertsonidridae Rosso, 2010
  - Schizoporellidae Jullien, 1883
  - Stomachetosellidae Canu & Bassler, 1917
  - Tetraplariidae Harmer, 1957
  - Teuchoporidae Neviani, 1895
  - Vicidae Gordon, 1988

- Superfamiglia Siphonicytaroidea Harmer, 1957
  - Siphonicytaridae Harmer, 1957

- Superfamiglia Urceoliporoidea Bassler, 1936
  - Prostomariidae MacGillivray, 1895
  - Urceoliporidae Bassler, 1936

- Superfamiglia Flustrina incertae sedis
  - Bicorniferidae Keij, 1977